# Буинское медресе
Буинское медресе — одно из старейших ныне действующих мусульманских учебных заведений, расположенное в г. Буинске Республики Татарстан, открытое в 1805 году.

## История
До революции медресе носила имя «Нурия» и был самым известным религиозным учебным заведением Симбирской губернии.
В начале XIX века руководителями Буинского медресе были Нигматулла бине Башир аль-Буави, до 1842 года Хусаин бин Хуснутдин аль-Буавый (18?–1842), с 1842 года по 1852 год Габдулвахид бин Габдуррахман бин Кули аль-Буави (1808—1852), с 1852 по 1886 годы Габдуннасыр хазрат Аминов (1806—1886), с 1886 по 1919 годы Нургали хазрат Хасанов (1852—1919), с 1919 по 1923 годы Гаязетдин хазрат Хасанов (1889—1922), и с 1923 по 1930 года до закрытия мечети Ибрагим хазрат Хасанов (1895-1937).
В разные годы в Буинском медресе учились многие известные татарские религиозные и общественные деятели, представители науки и культуры. Так с 1898 по 1902 годы здесь учился писатель Зариф Башири (1888—1962), в 1879 годах — писатель, журналист Шакир Мухаммадев (1865—1923), в 1894 годах — историк, известный общественный и религиозный деятель Хади Атласи (1876—1938), в 1912 году известный религиозный деятель Камаретдин Салихов (1890—1962), писатель Гумер Тулумбай (Г.Ш. Шагиахметов) (1900—1939), известный религиозный деятель, депутат Государственной думы II созыва Абдулла Нежметдинов (1869-1915), педагог, переводчик, языковед Баки Халидов (1905—1968), востоковед, доктор филологических наук, профессор Ленинградского университета Габдрахман Тагирзянов (1907—1983), педагоги, писатели, религиозные деятели братья Ибрагим и Касым Биккуловы, журналист известный общественный и религиозный деятель Фатих Муртазин (1875—1937), тюрколог, журналист, общественный деятель Карим Сагиди (1888-1939), прозаик, драматург Ярулла Валеев (1879-1937), известный религиозный деятель, ахун г. Самары и руководитель Самарского медресе при 1-й соборной мечети Шигабутдин Минюшев (1855-1930), журналист известный общественный и религиозный деятель Фатих Муртазин (1875–1937), известный религиозный деятель, ахун Буинского уезда Абдулсамад Шагидуллин (1866-1928), каллиграф Гарифзян Валидов (Гарифзян Буави) (1879—1946), партийный, административный работник Нури Алеев (1898-1961) и многие другие. Позже Хади Атласи сам преподавал в медресе историю с 1898 по 1903 годы.
С установлением Советской власти в 1923 году была прекращена деятельность Буинского медресе. В 1930 году была закрыта и мечеть при медресе. В зданиях расположились различные государственные учреждения. Неоднократные попытки мусульман вернуть здания народу не увенчались успехом. Только в 1996 году большими усилиями Мулюкова Малика Гариповича (1923-2005) они были возвращены мусульманам. Благодаря его стараниям вновь была открыта Буинское медресе.
1 октября 1997 года медресе начала свою образовательную деятельность как Буинское среднее мусульманское медресе Духовного управления мусульман Республики Татарстан. Она расположилась в своих исторических зданиях. После открытия первым его руководителем стал Ансар хазрат Мулюков.
В 1999—2002 годах на месте старой полуразрушенной деревянной мечети было построено новое 2-х этажное здание медресе с мечетью, с благоустроенными учебными классами, общежитием, столовой и др. В 2008-2012 гг. директором учебного заведения был Абрауф хазрат Хисматуллин, 2012-2017 гг. Рашид хазрат Маликов, ныне Ильмир хазрат Хасанов.

## Современное состояние
С 2015 года начато строительство второго корпуса двухэтажного здания медресе. 
Ежегодно в медресе на дневном (3 года), вечернем (4 года), заочном отделениях (4 года) и примечетских курсах получают религиозное образование около 200 учащихся, систематически проводятся различные культурно-религиозные мероприятия, детские лагеря, конкурсы, религиозные праздники, благотворительные акции.
С 1997 года по 2017 года медресе окончило 282 выпускника.
Каждый год Буинское медресе объявляет набор студентов в дневное отделение для юношей с полным и неполным средним образованием, граждан РФ для получения специальностей:
- Имам — хатыйб, преподаватель основ Ислама.

Основу учебной программы медресе составляют религиозные дисциплины такие как: Коран, тафсир, акыда, хадис, фикх, сира, ахляк и другие, так же проводится обучение по истории, педагогике, психологии, риторике, арабскому и татарскому языку. Срок обучения — 3 года.
Преподаватели медресе имеют высшее образование в известных исламских университетах мира и ВУЗах России. Они не только занимаются обучением студентов, но и выступают с лекциями и пятничными проповедями перед мусульманами, призывают людей к религии по радио и телевидению, пишут статьи.
В августе 2012 года медресе начало издавать собственную газету.

## Дополнительное образование
- Водительские права категории «А, В».
- Аттестат о среднем (полном) образовании (11 кл.) параллельно с учебой в школе, ветеринарном техникуме, медицинском училище.
- Выпускники медресе при желании могут продолжить обучение в факультете шариата Российского исламского университета с 2 курса.
- В медресе регулярно проводится общеразвивающие культурные мероприятия, экскурсии, встречи с известными общественными и религиозными деятелями Татарстана.
- Выпускникам медресе оказывается помощь в трудоустройстве в качестве имама.

## Инфраструктура
- Мечеть
- Учебные классы
- Благоустроенное общежитие
- Трехразовое питание
- Необходимая учебная литература
- Тренажерный зал